# Boris Kleint
Boris Herbert Kleint (* 11. April 1903 in Masmünster; † 1996 in Völklingen) war ein deutscher Künstler und Kunstprofessor.

## Leben

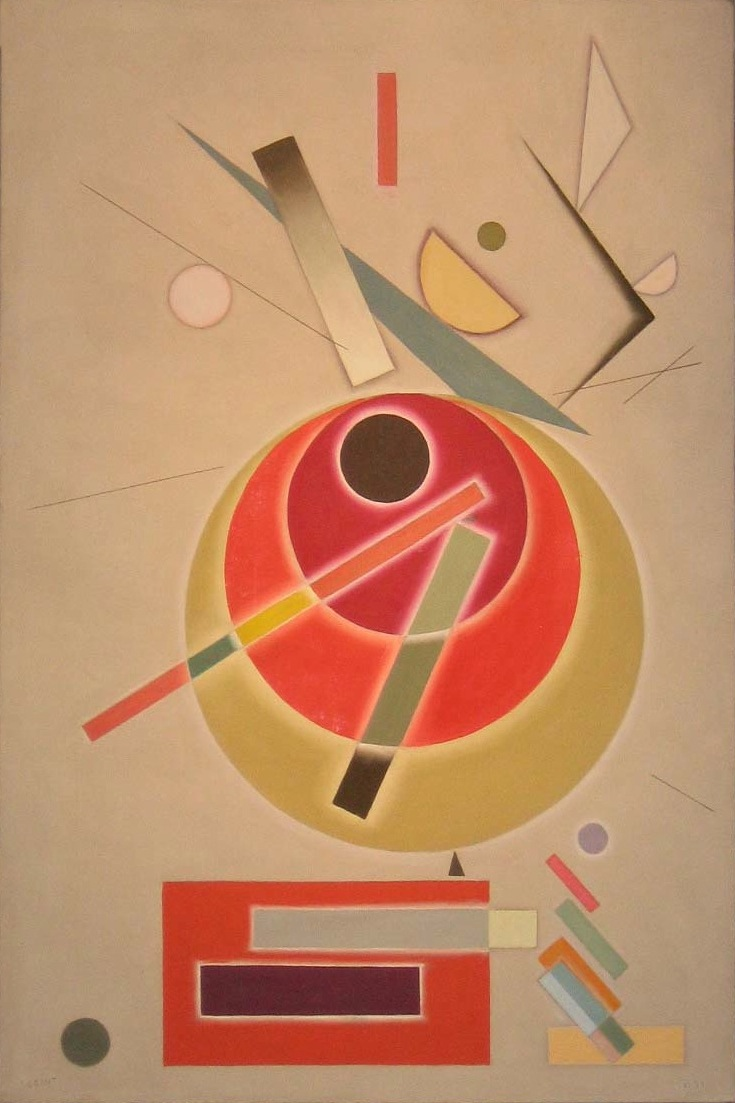
Boris Kleint, Abstrakte Komposition (1939), M.T. Abraham Foundation

Boris Kleint wurde 1903 im elsässischen Masmünster geboren. Nach seinem Abitur in Baden-Baden (1921) studierte er von 1921 bis 1925 an den Universitäten in Heidelberg, Leipzig, Berlin und Würzburg Psychologie, Philosophie, Medizin, Sprachen und Kunstwissenschaften. 1925 promovierte er in Frankfurt im Fach Psychologie und wurde dort am Psychologischen Institut Assistent bei Max Wertheimer, dem Begründer der Gestalttheorie. Ab 1933 studierte er in Berlin Malerei bei dem Schweizer Maler und Kunstpädagogen Johannes Itten, dessen Assistent er 1933 wurde. 1936 emigrierte Kleint nach Luxemburg.
Zwischen 1936 und 1942 reiste er von dort zu Walter Gropius nach London und zu Kandinsky und Picasso nach Paris, später folgte eine zweite Reise zu Kandinsky. Nach der Befreiung des Großherzogtums durch alliierte Truppen (1944) wurde er im Luxemburger Staatsgefängnis „Im Grund“ vier Wochen lang interniert.
1946 erhielt Kleint eine Berufung an die Staatliche Schule für Kunst und Handwerk in Saarbrücken, an der er die Meisterklasse für Malerei übernahm und zugleich eine am Itten-Vorkurs (Bauhaus) orientierte „Grundlehre“ einrichtete, die er nach einigen Jahren an seinen Assistenten Oskar Holweck weitergab. Im Jahr 1953 übernahm er den Vorsitz im Saarländischen Künstlerbund. 1954 folgte die Ernennung zum Professor und vier Jahre später eine Gastprofessur an der Technischen Hochschule Aachen. 1957 gründete Kleint mit Gleichgesinnten die Künstlervereinigung „neue gruppe saar“. 1969 erschien sein Hauptwerk „Bildlehre“, das für spätere Studenten-Generationen maßgeblich wurde und in etliche Sprachen, darunter ins Japanische, übersetzt wurde.
Kleints Gesamtwerk umfasst ein breites Spektrum und ist stilistisch vielfältig. Im Werk finden sich sowohl konstruktiv-konkrete Elemente als auch informelle Tendenzen. Sein künstlerisches Ziel war nach eigener Aussage eine „bildliche Universalität“, der er das Finden eines persönlichen Stils unterordnete.
Boris Herbert Kleint war Mitglied im Deutschen Künstlerbund.

## Lehrtätigkeit
Boris Kleint leitete in Saarbrücken ab 1947 sowohl die Malklasse als auch die „Grundlehre“, ein Bereich, den er gegen Mitte der fünfziger Jahre seinem damaligen Assistenten Oskar Holweck überließ.
Kleints zwanzigjähriges Wirken als Lehrer, das 1967 eine Ausstellung in der Saarbrücker Congresshalle mit Werken von über 80 ehemaligen Schülern bilanzierte, kann als besonders bemerkenswert angesehen werden.  Er zählte, ähnlich Willi Baumeister, Hannes Neuner und Fritz Winter zu den wenigen profilierten Künstlerlehrern, die nach dem Zweiten Weltkrieg in Deutschland die Bauhauslehre authentisch weiterentwickelten und -vermittelten, ohne dabei die individuelle Veranlagung des jeweiligen Studierenden einzuschränken. So gingen auch nicht nur Maler oder Grafiker, sondern auch Bildhauer, Textilgestalter und Kunsterzieher aus seiner Klasse hervor. Einige seiner Absolventen wirkten wiederum als Hochschullehrer.
Zu seinen bekannten Schülern gehören Paul Antonius, Peter Barrois, Karl Bohrmann, Barbara Bredow, Hans Dahlem, Jo Enzweiler, Leo Erb, Volkmar Gross, Ludwig Grub, Albert Haberer, Oskar Holweck, Horst Linn, Wilfried Maret, Galli, Franz Mörscher, Aloys Ohlmann, Margarete Palz-Heisler, Diether Ritzert, Eugen Roth, Hans E. Schwender, Hans Willi Scherf, Ferdinand Selgrad, Dieter Trost, Herbert Volz, Günter Wilkes, Dorothea Zech und Eckart Wendler.

## Auszeichnungen / Preise
- 1972: Ehrengast in der römischen Villa Massimo
- 1976: Kunstpreis der Stadt Saarbrücken
- 1989: Saarländischer Verdienstorden[4]
- 1990: Kunstpreis des Saarlandes, der wichtigste Kulturpreis des Landes.

## Ausstellungen (Auswahl)
- 1937 Galerie Le Nouveau (Paris): Erste Ausstellung (Beteiligung)
- 1946 Galerie d'art moderne (Basel): Beteiligung (u. a. mit Picasso, Kandinsky, Braque)
- 1948 Saarlandmuseum (Saarbrücken): erste Einzelausstellung
- 1949 Louvre (Paris), Pavillon Marsan: Beteiligung
- 1950 Galerie Les deux iles (Paris): Einzelausstellung,  Galerie Egon Günther (Mannheim)
- 1951 Herbstausstellung Neue Darmstädter Sezession: Beteiligung
- 1952 Kunsthalle Mannheim Gegenstandslose Malerei in Deutschland: Beteiligung
- 1954 Wiener Secession (Wien)
- 1955 Staatliche Kunsthalle (Baden-Baden): Deutscher Künstlerbund: Beteiligung
- 1956 Akademie der Bildenden Künste (Karlsruhe): Beteiligung
- 1958 Kulturhaus (Ludwigshafen): Beteiligung neue gruppe saar
- 1961 Galerie Franck (Frankfurt/M.): Plastische Bilder (Einzelausstellung)
- 1963 Galerie du Damier (Paris): Einzelausstellung
- 1971 Galerie Loehr (Frankfurt und Düsseldorf): jeweils Einzelausstellung
- 1973 Saarlandmuseum (Saarbrücken): Retrospektive (Einzelausstellung)
- 1977 Städtisches Museum (Gelsenkirchen): 100 Werke aus 40 Jahren (Einzelausstellung)
- 1982 Galerie im Erbprinzenpalais (Saarbrücken): Einzelausstellung
- 1985 Stadtgalerie (Saarbrücken): Einzelausstellung
- 1991 Stadtmuseum (St. Wendel): Arbeiten auf Papier aus den 50er und 70er Jahren (Einzelausstellung)
- 1993 Saarlandmuseum (Saarbrücken): Retrospektive
- 1994 Josef-Albers-Museum (Bottrop): Retrospektive
- 1998 Saarlandmuseum (Saarbrücken): Zeichnungen 1950-1953
- 2002 Städel Museum (Frankfurt/M.): Entfesselte Form - Frankfurter Quadriga (Beteiligung)
- 2006 Kunstmuseum Bonn und Staatliches Museum Schwerin: Von Kandinsky bis Tatlin - Konstruktivismus in Europa (Beteiligung)
- 2011 Fondation Maeght (Saint-Paul-de-Vence) und 2012 Nationalgalerie Namoc (Peking): «L‘abstraction en Europe» (Beteiligung)
- 2011 Saarländische Galerie, Berlin: Einzelausstellung
- 2012 Galerie Weick, Düsseldorf
- 2021 Museum Bensheim, Werkübersicht by Helga K. (Einzelausstellung)